# Voltage
Voltage az Amerikai Egyesült Államok északnyugati részén, Oregon állam Harney megyéjében, a Malheur-tó déli partján, a Donner und Blitzen folyó közelében elhelyezkedő önkormányzat nélküli település.

## Története
A települést Walter C. Botsford, az 1908 és 1933 között működő posta első vezetője nevezte el, aki úgy vélte, a közeli folyó elég áramot termelne a Harney-medence ellátására (Botsford összetévesztette a teljesítményt és a feszültséget, a vízenergiát soha nem hasznosították). A helységnek egykor saját iskolája volt.

## Éghajlat
A település éghajlata sztyepp (a Köppen-skála szerint BSk).

## Sodhouse
Egykor innen öt kilométerre feküdt az 1872-ben telepesek által épített gyepház körül kialakult Sodhouse (előtte Springer) település; helyén 1937-ben emléktáblát avattak. Az 1940-es években a narrowsi, voltage-i és Sod House-i tankerületeket összevonták.

## Fordítás
- Ez a szócikk részben vagy egészben  a   Voltage, Oregon című angol Wikipédia-szócikk ezen változatának fordításán alapul.  Az eredeti cikk szerkesztőit annak laptörténete sorolja fel. Ez a jelzés csupán a megfogalmazás eredetét és a szerzői jogokat jelzi, nem szolgál a cikkben szereplő információk forrásmegjelöléseként.